# Eleocharis sphacelata
Eleocharis sphacelata är en halvgräsart som beskrevs av Robert Brown. Eleocharis sphacelata ingår i släktet småsäv, och familjen halvgräs. Inga underarter finns listade i Catalogue of Life.